# Achyra piuralis
Achyra piuralis là một loài bướm đêm trong họ Crambidae.